# Paulette Favres
Paulette Favres, nombre artístico de Paul Bichón (Santiago, 27 de octubre de 1969), es un transformista, animador y actor chileno, reconocido por ser animador histórico del evento del Día Internacional del Orgullo LGBT en Chile, así como por su participación en el docureality Amigas y Rivales.

## Biografía
Nacido en la comuna de San Miguel, Santiago, comenzó su incursión en el mundo del transformismo en Chile el 10 de septiembre de 1985, imitando a Madonna en un concurso de imitadores en el desaparecido Club M, que posteriormente se llamaría Queen.
Durante su infancia, Bichón fue amigo del escritor Pedro Lemebel, con quien se reencontró años después en sus shows en Club M y en el programa radial Triángulo abierto, emitido por la desaparecida Radio Tierra.
En el año 2000 recibió el Premio Grace a la mejor caracterización y al mejor transformista; en la misma época apadrinó a Cony Dacardill, quien se convertiría en la ganadora más joven del concurso Miss Chile Gay. Cinco años más tarde, participó en la ceremonia de colocación de la placa del monumento a las víctimas del incendio de la discoteca Divine en Valparaíso, siendo parte del primer homenaje contra la homofobia en Chile.
Desde los años 2000, ha sido animador histórico del evento del Día Internacional del Orgullo LGBT en Chile y participante del docureality Amigas y Rivales, que muestra el backstage del concurso anual de transformismo realizado en la discoteca Fausto.
En 2016 interpretó a Marion en La Moulin, una obra de teatro chilena sobre tres amigas que, tras haber estudiado juntas, deciden visitar Europa tras veinte años de amistad.
En 2018 presentó la ceremonia del primer monumento por los Derechos LGBTI de Chile en el cerro Santa Lucía de Santiago.
Junto a las transformistas Maureen Junott, Sabrina O’Donnell, Mayra Vuitton y Dulce Lefferti, participó como extra en la película Tengo miedo torero, protagonizada por Alfredo Castro y dirigida por Rodrigo Sepúlveda. Al año siguiente presentó su caracterización de Liza Minnelli en el programa de televisión Las Gansas, transmitido por La Red.

## Filmografía

### Cine
| Año  | Título             | Papel      | Ref.   |
| ---- | ------------------ | ---------- | ------ |
| 2012 | Susana             | Susana     | [ 13 ] |
| 2020 | Tengo miedo torero | Sin nombre | [ 6 ]  |

### Televisión
| Año  | Título    | Capítulo               | Papel    | Ref.   |
| ---- | --------- | ---------------------- | -------- | ------ |
| 2008 | Mea Culpa | En el nombre del padre | Travesti | [ 14 ] |

### Teatro
| Año  | Título    | Papel  | Ref.   |
| ---- | --------- | ------ | ------ |
| 2016 | La Moulin | Marion | [ 10 ] |